# Eesti Konservatiivne Rahvaerakond
Die Eesti Konservatiivne Rahvaerakond oder Estnische Konservative Volkspartei (EKRE) ist eine rechtspopulistische bis rechtsextreme Partei in der Estland. Sie ging 2012 aus der Fusion der Eestimaa Rahvaliit (Estnischen Volksunion) mit der Eesti Rahvuslik Liikumine (Estnischen Nationalen Bewegung) hervor und ist seit 2015 im Parlament Riigikogu vertreten. Von 2013 bis 2020 wurde die Partei von Mart Helme geführt, seither ist dessen Sohn Martin Helme der Vorsitzende. Von 2019 bis 2021 war die EKRE an einer Koalitionsregierung beteiligt, bei der Parlamentswahl 2023 wurde sie mit 16 Prozent der Stimmen zweitstärkste Kraft.

## Geschichte

### Gründung
Die EKRE entstand als Nachfolgepartei der Estnischen Volksunion (Eestimaa Rahvaliit). Mit ihrem politischen Niedergang ging die Volksunion, die seit 2011 nicht mehr im Parlament (Riigikogu) vertreten war, im März 2012 in der Estnischen Konservativen Volkspartei auf. Der Partei schloss sich die 2006 gegründete rechtskonservative Eesti Rahvuslik Liikumine (Estnische Nationale Bewegung) an.
EKRE hat Verbindungen zu Gruppen, die in Deutschland als Neo-Nazis oder Neo-Faschisten bezeichnet werden würden, z. B. die Soldaten Odins, die bei Veranstaltungen der Partei als Sicherheitskräfte auftreten.

### Wahlen
Nachdem die EKRE bei der Europawahl 2014 lediglich 4,0 % der Stimmen erringen konnte, gelang ihr bei der Parlamentswahl im folgenden Jahr mit 8,1 % der Einzug in das estnische Parlament. Mit 7 von 101 Abgeordneten stellt sie die kleinste der sechs Fraktionen im Riigikogu. Bei der darauf folgenden Parlamentswahl im März 2019 konnte die Partei ihr Wahlergebnis auf 17,8 % steigern und ist dadurch nun mit 19 der 101 Sitze vertreten. Die EKRE wurde daraufhin erstmals an der Regierung beteiligt (Kabinett Ratas II) und auch die Europawahl 2019 konnte die Partei erfolgreich abschließen und einen Sitz in Brüssel erringen. Im EU-Parlament schloss sie sich der Fraktion Identität und Demokratie an.

## Positionen
Die Partei vertritt rechtspopulistische und rechtsextreme Positionen. Durch Ruuben Kaalep, den ehemaligen Vorsitzenden der Jugendorganisation Sinine Äratus, hat sie Verbindungen zur Identitären Bewegung sowie zur White Supremacy und Alt-Right-Bewegung in den Vereinigten Staaten. Der Parteivorsitzende Martin Helme erklärte 2013: „Ich will, dass Estland ein weißes Land ist“ und forderte „If you‘re black, go back“. Diese Äußerungen bekräftigte er 2019 ausdrücklich, als er Finanzminister wurde. Allerdings lehnt die Partei nicht nur außereuropäische Migranten und Flüchtlinge ab, sondern auch solche aus der Ukraine.
Die Europäische Union lehnte Mart Helme als „Sowjetunion 2.0“ ab, Ruuben Kaalep wirft der EU Kolonialismus vor. Sicherheitspolitisch steht EKRE für eine Abkehr vom westlichen Bündnis, die Partei strebt einen „dritten Weg“ unabhängig von NATO und Russland an. Auch im Krieg zwischen Russland und der Ukraine erklärte Mart Helme 2022 eine neutrale Position. NS-Kollaborateure wie die estnischen Freiwilligen und Wehrpflichtigen in der Waffen-SS verherrlicht EKRE als „Freiheitskämpfer“. EKRE-Politiker beteiligten sich maßgeblich an Protesten gegen die – in Estland vergleichsweise liberalen – Maßnahmen gegen die Covid-19-Pandemie. EKRE-Politiker wie der Europaabgeordnete Jaak Madison behaupten die Verschwörung eines deep state im Sinne der QAnon-Ideologie.
Der Politikwissenschaftler Florian Hartleb klassifiziert EKRE als „genuin rechtsextremistische Partei“. Sie lediglich als rechtspopulistisch zu bezeichnen, sei verklärend. Im Europäischen Parlament gehört die EKRE der Fraktion Patrioten für Europa (bis 2024: Identität und Demokratie) an. Dort sind rechtspopulistische, rechtsextreme und EU-skeptische Parteien aus Europa vertreten.

### Medien
Die EKRE kritisiert und diffamiert die Medien Estlands als „Propaganda“. Martin Helme, Parteivorsitzender und Finanzminister Estlands, erklärte 2020 bei einer Veranstaltung, dass er das rassistische und national-konservative Weltbild seiner Partei über die Skandalisierung bestimmter Themen in den Mainstream einsickern lassen will. Daneben will die EKRE ein eigenes Mediensystem aufbauen.
Die Partei übt Druck auf wichtige Zeitungen des Landes und öffentlich-rechtliche Rundfunk ERR aus. Als Regierungspartei machte die EKRE klar, dass oppositionellen Parteien in den Programmen des ERR weniger Raum eingeräumt werden soll.

## Wahlergebnisse
| Jahr | Stimmen | Anteil | Mandate | Platz |
| ---- | ------- | ------ | ------- | ----- |
| 2015 | 46.772  | 8,1 %  | 7/101   | 6.    |
| 2019 | 99.672  | 17,8 % | 19/101  | 3.    |
| 2023 | 97.966  | 16,1 % | 17/101  | 2.    |

| Jahr | Stimmen | Anteil | Mandate | Platz |
| ---- | ------- | ------ | ------- | ----- |
| 2014 | 13.247  | 4,0 %  | 0/6     | 6.    |
| 2019 | 42.265  | 12,7 % | 1/7     | 4.    |
| 2024 | 54.580  | 14,8 % | 1/7     | 4.    |

## Politiker
Langjähriger Parteivorsitzender der EKRE war der estnische Historiker und ehemalige Botschafter in Moskau Mart Helme (* 1949), der 2005 nach nationalistischen Äußerungen aus der Estnischen Volksunion ausgeschlossen worden war. Der aktuelle Vorsitzende ist sein Sohn Martin Helme (* 1976), einer der schärfsten EU-Kritiker Estlands und Verfechter einer rassistisch motivierten Estland-zuerst-Politik.
Langjähriger Ehrenvorsitzender der Partei war, bis zu seinem Austritt im Juni 2024, der ehemalige estnische Präsident Arnold Rüütel.